# Elektrisk telegraf
 Der er for få eller ingen kildehenvisninger i denne artikel, hvilket er et problem. Du kan hjælpe ved at angive troværdige kilder til de påstande, som fremføres i artiklen.

Den elektriske telegraf er et apparat til telegrafi, hvor man bruger elektrisk strøm til at overføre en skriftlig meddelelse gennem en ledning - og jorden som anden leder via jordelektroder. Flere forskellige systemer af denne slags blev udviklet uafhængigt af hinanden i 1830'erne, men fra midten af det 19. århundrede skulle det blive Samuel Morses system, der revolutionerede verden.

## Sådan virker den elektriske telegraf
Fælles for de forskellige typer elektriske telegrafer er, at "senderen" i systemet er en strømkilde (i begyndelsen fra et batteri) og en kontakt: Når kontakten sluttes, sendes en elektrisk strøm fra batteriet, af sted gennem en telegrafledning, der forbinder afsender og modtager. I de tidligste systemer blev signalet registreret hos modtageren ved at den elektriske strøm blev sendt igennem en elektrisk spole, hvis magnetfelt påvirkede nålen. I senere systemer styrede spolens magnetfelt en pen, der skrev impulsen på en papirstrommel, men det varede ikke længe før operatørerne udviklede et "gehør" for signalerne, så de ud fra kliklydene fra modtagerapparatet kunne afkode budskabet. Derfor gik man over til at gøre signalet hørbart, og lade operatørerne i modtagestationen skrive meddelelsen ud efterhånden som de hørte signalerne.

## Historie
Den allerførste prototype på en elektrisk telegraf med kompasnål blev opfundet i 1832 af Baron Paul Schilling. I 1837 tog Sir Charles Wheatstone og William Fothergill Cooke et nogenlunde tilsvarende system i brug i London, og samme år udtog Samuel Morse patent på sit system i USA – det morsealfabet, der hører til hans system, er i brug den dag i dag.
Indenfor 30 år efter opfindelsen var Jorden spundet ind i et netværk af telegrafledninger, som gjorde det muligt at sende meddelelser fra det ene kontinent til det andet, hurtigt, billigt og pålideligt; Den elektriske telegraf medførte et investeringsboom, der minder om 1990'ernes dot com-bølge. Og ved indgangen til det 20. århundrede gjorde en ny teknologi, radiokommunikation, telegrafledningen mellem afsender og modtager overflødig.